# Helina sterniteoacaena
Helina sterniteoacaena är en tvåvingeart som beskrevs av Xue 2002. Helina sterniteoacaena ingår i släktet Helina och familjen husflugor.
Artens utbredningsområde är Xinjiang (Kina). Inga underarter finns listade i Catalogue of Life.